# Neurulatie
Neurulatie verwijst naar het instulpingsproces (invaginatie) in embryo's van gewervelde dieren, waaronder de transformatie van de neurale plaat (lamina neuralis) naar de neurale buis. In dit stadium wordt het embryo neurula genoemd.
Het proces begint met een signaal van de chorda dorsalis naar de erboven gelegen ectoderme kiemlaag om de dikke, platte neurale plaat te gaan vormen en daarmee de vorming van het centrale zenuwstelsel (CZS) te induceren. De neurale plaat plooit zichzelf daarbij op en vormt zo de neurale buis (paars gekleurd in de figuur in nevenstaande infobox), die zich later zal differentiëren naar het ruggenmerg en de hersenen – samen het centrale zenuwstelsel.
De verschillende delen van de neurale buis vormen zich tijdens twee verschillende processen, primaire en secundaire neurulatie.
- Bij primaire neurulatie plooit de neurale plaat zich op, totdat haar randen met elkaar in contact komen en samensmelten.
- Bij secundaire neurulatie wordt de neurale buis zelf gevormd door uitholling van het inwendige van een vaste voorloper.

## Primaire neurulatie

Fig.1 Dwarsdoorsnede van een embryo van een gewervelde in het neurula-stadium

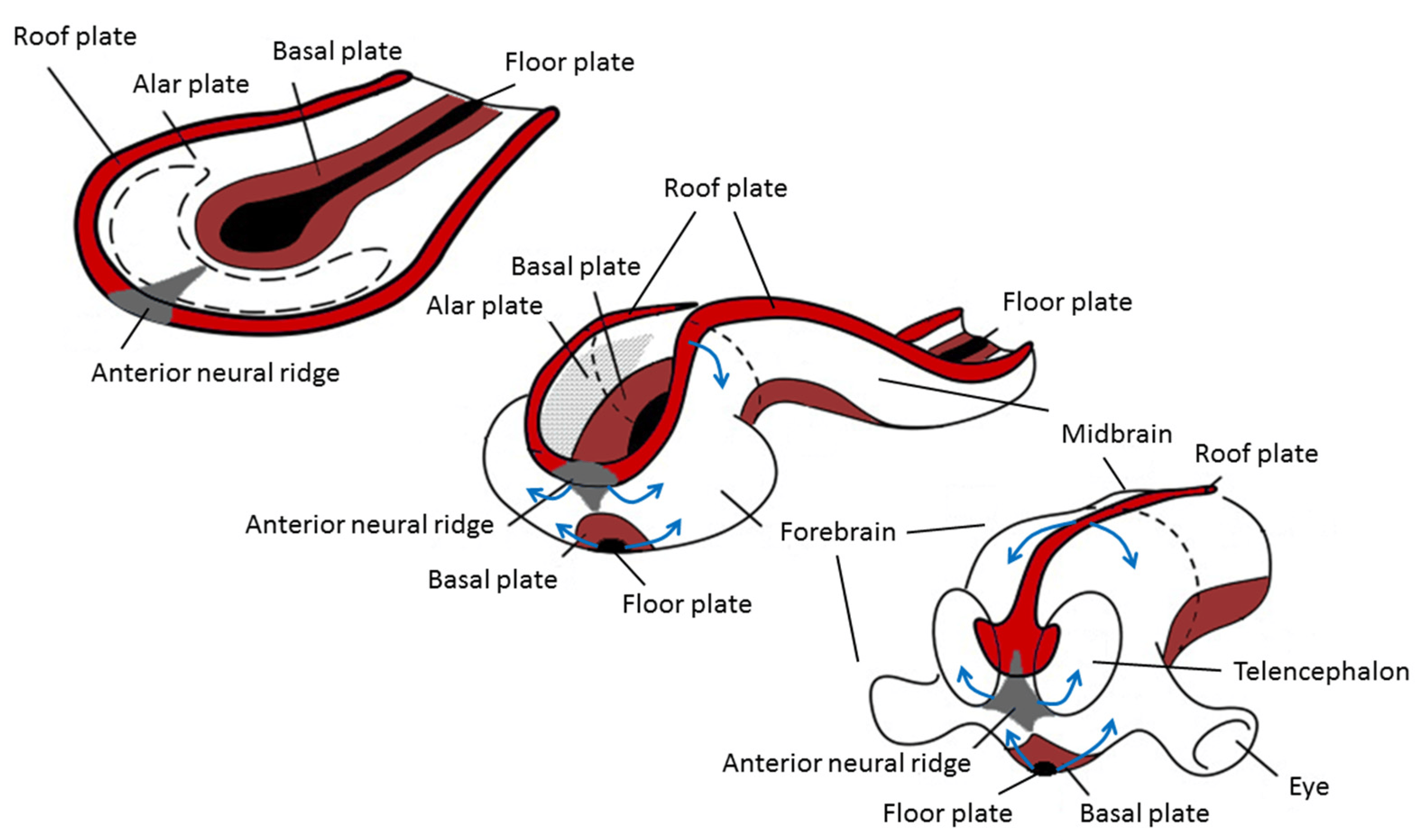
Veranderingen tijdens neurulatie in het voorste neurale gedeelte

### Primaire neurale inductie
Een eerste hypothese omtrent embryonale inductie is terug te vinden in het werk van Pandor in 1817. De eerste experimenten waarmee inductie is bewezen, zijn door Viktor Hamburger toegeschreven aan onafhankelijk van elkaar gedane ontdekkingen door Hans Spemann uit Duitsland in 1901 en Warren Lewis uit de VS in 1904. Hans Spemann gebruikte voor het eerst de term primaire neurale inductie met betrekking tot de eerste differentiatie tijdens neurulatie van ectoderm naar neuraal weefsel. Dit proces werd ‘primair’ genoemd, omdat men dacht dat het de eerste inductie tijdens de embryogenese was. Spemanns student Hilde Mangold voerde het Nobelprijs-winnende experiment uit; daarin werd ectoderm uit het gebied van de dorsale lip van de blastoporus van een zich ontwikkelend salamander-embryo getransplanteerd naar een tweede embryo en dit zogenaamde organizer-weefsel induceerde de vorming van een volledige secundaire as, die het omliggende weefsel in het tweede embryo van ectodermaal naar neuraal weefsel veranderde. Er ontwikkelde zich zo een siamese tweeling. Het weefsel van het donorembryo werd de inductor genoemd, omdat het deze verandering teweegbracht (induceerde). De organisator is dus de dorsale lip van de blastoporus; deze bestaat echter niet uit een vaste set cellen, maar behelst een constant veranderende groep cellen die over de dorsale lip van de blastoporus migreren door apicaal vernauwde ‘flessencellen’ (bottle cells) te vormen. Tijdens de gastrulatie zullen zich steeds andere cellen bij de organisator bevinden.
Gedurende de 20e eeuw toonden wetenschappers aan dat niet alleen de dorsale lip van de blastoporus, maar ook een groot aantal andere, schijnbaar niet-gerelateerde items, als inductor kan fungeren. Aanleiding hiervoor was dat door Johannes Holtfreter werd aangetoond dat gekookt organizer-weefsel, dat dus dood was, geplaatst tussen twee lagen ectoderm, nog steeds neuraal weefsel kon induceren. Uiteenlopende factoren als lage pH, cyclische AMP en zelfs het stof dat op de laboratoriumvloer lag, bleken te kunnen fungeren als inductoren, hetgeen tot consternatie leidde. Moleculair ontwikkelingsbiologen namen de handschoen op om een inductiemolecuul met een chemische basis te traceren, waardoor veel literatuur beschikbaar is over items waarvan is aangetoond dat ze inductievermogen hebben. Recenter is dit molecuul voor primaire neurale inductie aan genen toegeschreven, die sinds 1995 worden gecatalogiseerd teneinde "de moleculaire aard van Spemanns organisator" te traceren. Verschillende andere eiwitten en groeifactoren zijn geclaimd als inductor, waaronder oplosbare groeifactoren (zoals botmorfogenetisch proteïne, BMP) en vereisten voor "remmende signalen" (zoals noggin en follistatine). Nog voordat de term inductie werd gepopulariseerd, suggereerden verschillende auteurs dat primaire neurale inductie van mechanische aard zou kunnen zijn. Een model voor primaire neurale inductie op mechanisch-chemische basis werd in 1985 voorgesteld door Brodland & Gordon. Er is aangetoond dat een fysieke samentrekkingsgolf wordt afgegeven vanuit de Spemann-organisator, die vervolgens het voorbestemde neurale epitheel doorloopt. Een volledig model van de werking van primaire neurale inductie is in 2006 voorgesteld door Gordon & Gordon. Een volledige verklaring voor primaire neurale inductie moet nog worden gevonden.

### Vormverandering
Bij het vorderen van de neurulatie worden de cellen van de neurale plaat hoogzuilvormig (high-columnar) en zijn zij onder een microscoop te onderscheiden van het omringende, toekomstige epitheliale ectoderm (epiblastisch endoderm in Amniota). De cellen bewegen zich zijwaarts, weg van de centrale as en krijgen de vorm van een afgeknotte piramide. Deze piramidevorm wordt bereikt door de interacties tussen tubuline en actine in het apicale gedeelte van de cel, dat zich vernauwt terwijl de cel zelf beweegt. De variatie in celvormen wordt gedeeltelijk bepaald door de locatie van de kern in de cel, waardoor in bepaalde delen een bolling ontstaat, zodat de lengte en de vorm van die cel veranderen. Dit proces staat bekend als apicale vernauwing. Het resultaat is een afvlakking van de zich differentiërende neurale plaat. In salamanders is deze afvlakking exemplarisch op het moment dat de eerst geheel ronde gastrula zich omvormt tot een afgeronde bal met een platte bovenkant.

### Instulpingsproces

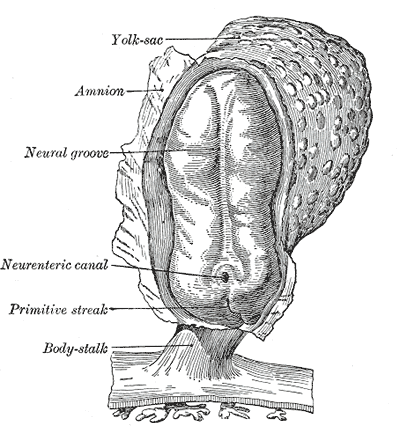
Fig.2 Een menselijk embryo, lengte 2 mm. Dorsaal (op de rug gezien), met opengewerkt amnion (Henry Gray, 1918).

Het proces waarin de vlakke neurale plaat zich tot een cilindrische neurale buis plooit, wordt primaire neurulatie genoemd. Als gevolg van veranderingen in de celvorm vormt de neurale plaat het mediale scharnierpunt (MHP). Doordat de epidermis groeit, oefent deze druk uit op dit MHP en zorgt ervoor dat de neurale plaat zich opplooit, wat resulteert in neurale plooien en de vorming van de neurale groeve. De neurale plooien vormen dorsolaterale scharnierpunten (DLHP) en druk op zo’n scharnierpunt zorgt ervoor dat de neurale plooien elkaar raken en op de middellijn samensmelten. Deze fusie vereist regulering door celadhesiemoleculen. Bovendien schakelt de neurale plaat over van E-cadherine-expressie naar N-cadherine- en N-CAM-expressie, zodat haar cellen elkaar kunnen herkennen als behorend tot hetzelfde weefsel en vervolgens de buis zullen sluiten. Deze verandering verbreekt ook de binding tussen de neurale buis (met N-cadherine) en de uit het ectoderm van de neurale plaat ontstane epidermis (waarvan de cellen E-cadherine bevatten).

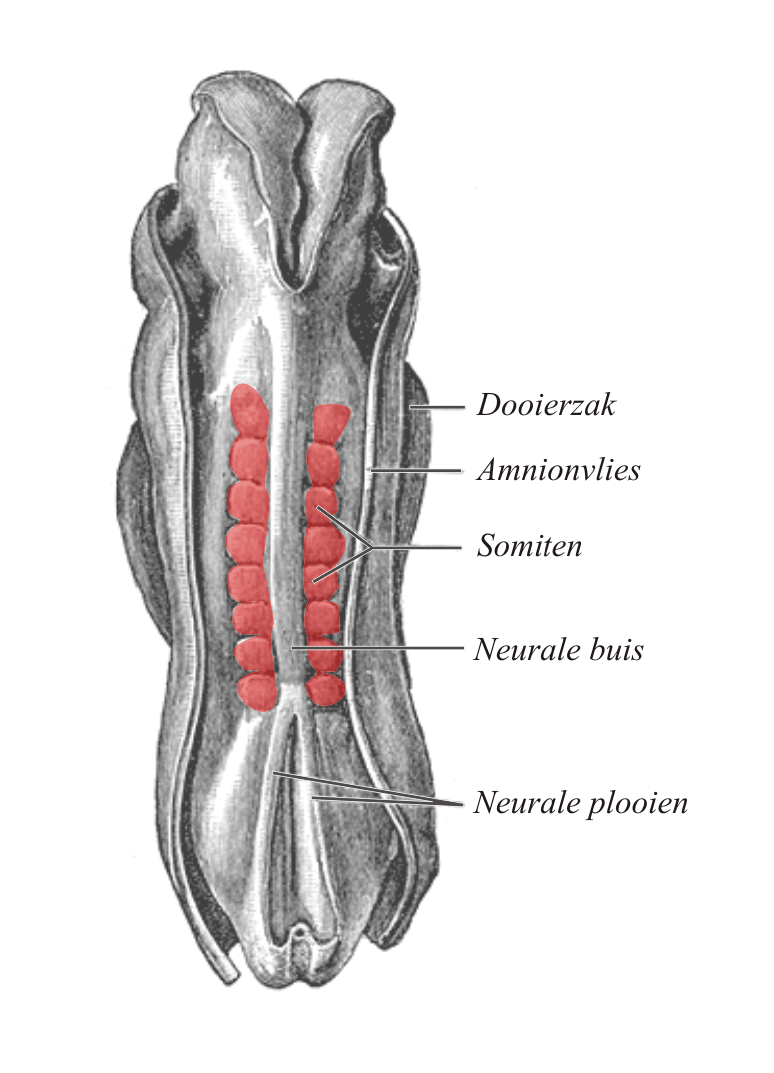
Fig.3 Embryonale somieten (aangegeven in rood)

De chorda dorsalis speelt een integrale rol in de vorming van de neurale buis. Al tijdens de migratie van epiblastische endodermcellen naar het hypoblastische endoderm – voorafgaand aan de neurulatie – resulteert het (noto)chordale proces in een boog (de chordale plaat) en hecht zich aan het bovenliggend neuroepithelium van de neurale plaat. De chordale plaat fungeert dan als een anker voor de neurale plaat en duwt de twee randen van de plaat omhoog, terwijl zij het middengedeelte vasthoudt. Sommige van de notochordale cellen worden geïncorporeerd in het middengedeelte van de neurale plaat, om later de vloerplaat van de neurale buis te vormen. De chordale plaat scheidt zich af en vormt de dichte chorda dorsalis.
Het plooiingsproces om van de neurale buis een concrete buis te vormen vindt niet in één keer plaats. Het begint op het niveau van de vierde somiet in het zogenaamde Carnegie-stadium-9 (bij mensen rond de 20e embryonale dag). De laterale randen van de neurale plaat raken elkaar bij de middellijn en smelten samen. Dit gebeurt zowel craniaal (richting het hoofd) als caudaal (richting de staart). De openingen die worden gevormd in de schedel- en staartgebieden worden de neuroporus anterior en de neuroporus posterior genoemd. In menselijke embryo's sluit de neuroporus anterior rond dag 24 en de neuroporus posterior op dag 28. Het mislukken van de sluiting van de neuroporus anterior en de neuroporus posterior resulteert in aandoeningen die, respectievelijk, anencefalie en spina bifida heten. Bovendien leidt het over de hele lengte van het lichaam uitblijven van sluiting van de neurale buis tot de aandoening rachischisis (Grieks: "rhachis - ῥάχις" - ruggenmerg, en "schisis - σχίσις" - spleet/splitsing).

### Patroonvorming

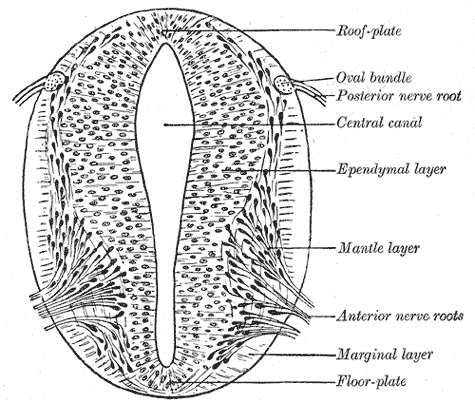
Fig.4 Dwarsdoorsnede van de neurale buis met de vloerplaat en dakplaat

Volgens het Franse vlagmodel – waarbij ontwikkelingsstadia worden geleid door concentratiegradiënten van een genproduct – worden verschillende genen belangrijk geacht voor het induceren van patronen in de open neurale plaat, met name voor de ontwikkeling van neurogene placodes. Deze placodes worden voor het eerst histologisch zichtbaar in de open neurale plaat. Nadat sonic hedgehog-signalering (SHH) vanuit de chorda dorsalis de vorming van de vloerplaat heeft geïnduceerd, gaat deze vloerplaat van de initiële neurale buis zelf ook SHH afscheiden. Na sluiting vormt de neurale buis een basale of vloerplaat en een dak- of alarplaat (zie fig.4), als reactie op de gecombineerde effecten van SHH en factoren, – waaronder BMP4 – die door de dakplaat zijn uitgescheiden. De basale plaat zorgt voor de vorming van het grootste deel van het ventrale gedeelte van het zenuwstelsel, inclusief de motorische neuronen van het ruggenmerg en de hersenstam; de alarplaat zorgt voor het ontstaan van de dorsale delen, die zich grotendeels ontwikkelen tot het sensorisch zenuwstelsel.
De dorsale epidermis scheidt BMP4 en BMP7 uit. De dakplaat van de neurale buis reageert op die signalen met het afscheiden van meer BMP4 en andere transformerende groeifactor beta (TGF-β)-signalen (cytokinen) om onder invloed daarvan een dorsale/ventrale ~gradiënt rond de neurale buis te vormen. De chorda dorsalis scheidt SHH af. En de vloerplaat reageert op dat SHH door haar eigen SHH te produceren en een concentratiegradiënt te vormen. Deze gradiënten zorgen voor de differentiële (fenotypische) expressie van transcriptiefactoren.

### Complexiteit van het model
Het proces van het sluiten van de neurale buis wordt niet helemaal begrepen. Het varieert per soort. Bij zoogdieren vindt deze sluiting plaats doordat de zijden van de neurale plaat elkaar op diverse punten raken en de tussenliggende raakvlakken zich vervolgens ook aaneensluiten. Bij vogels begint de sluiting van de neurale buis op een bepaald punt van de middenhersenen en zet zich vervolgens naar voren (anterior) en naar achteren (posterior) voort.

## Secundaire neurulatie
Bij secundaire neurulatie vormen het neurale ectoderm en bepaalde cellen van het endoderm de medulla oblongata. Deze condenseert, scheidt zich af en er vormen zich vervolgens holtes in deze structuur. De holtes vloeien uiteindelijk samen en vormen een buis. Bij de meeste dieren treedt secundaire neurulatie op in het achterste deel (posterior); in vogels komt zij het best tot expressie. De buizen van zowel primaire als secundaire neurulatie maken rond de zesde week in de ontwikkeling verbinding met elkaar.

## Eerste hersenontwikkeling
Het voorste deel van de neurale buis vormt de drie hoofddelen van de hersenen: voorhersenen (prosencephalon), middenhersenen (mesencephalon) en ruithersenen (rhombencephalon). Deze structuren verschijnen direct na sluiting van de neurale buis als uitstulpingen – hersenblaasjes – in een patroon dat wordt gespecificeerd door anterior-posterior patroongenen (waaronder Hoxgenen), andere transcriptiefactoren (zoals Emx-, Otx- en Pax-genen) en uitgescheiden signaalfactoren (zoals fibroblast-groeifactoren (FGF's) en Wnts). Deze hersenblaasjes verdelen zich verder in subregio's. Het prosencephalon is de basis voor het telencephalon en het diëncephalon; het rhombencephalon genereert het metencephalon en het myelencephalon. De ruithersenen, evolutionair het oudste deel van het chordatabrein, worden ook verdeeld in verschillende segmenten – de rhombomeren. Deze rhombomeren genereren veel van de essentieelste neurale circuits, die noodzakelijk zijn om te kunnen leven, zoals de circuits die de ademhaling en hartslag regelen, en produceren het merendeel van de hersenzenuwen. Cellen van de neurale wallen vormen ganglia boven elk rhombomeer. De neurale buis bestaat in het beginstadium voornamelijk uit het germinaal neuro-epithelium, dat later de ventriculaire zone wordt genoemd en dat primaire neurale stamcellen bevat (radiale gliacellen); dit neuro-epithelium dient als de belangrijkste bron voor neuronen die tijdens de ontwikkeling van de hersenen worden geproduceerd via neurogenese.

## Niet-neuraal ectoderm weefsel
Paraxiaal mesoderm aan de zijkanten van de chorda dorsalis zal zich ontwikkelen tot de somieten (de toekomstige spieren en botten) en draagt bij aan de vorming van de ledematen van gewervelden).

## Cellen van de neurale wallen
Het weefsel dat de neurale wallen wordt genoemd, bevindt zich aan de randen van de zijplaten van de zich opplooiende neurale buis. Dit weefsel is gescheiden van de neurale buis; het verplaatst zich door het embryo heen en gaat een verscheidenheid aan verschillende cellen vormen, waaronder pigmentcellen en de cellen van het perifere zenuwstelsel.

## Defecten aan de neurale buis
Onvolledige neurulatie, met name het niet of onvolledig sluiten van de neurale buis, behoort tot de meest voorkomende aangeboren afwijkingen bij mensen en leidt tot invaliditeit; dit betreft ongeveer 2 promille van de levendgeborenen. (Zie ook § Instulpingsproces en neurale buis.)

## Verder lezen
- (en) Almeida, Karla L. (2010). Perspectives of Stem Cells: From Tools for Studying Mechanisms of Neuronal Differentiation Towards Therapy. Springer, "Neural Induction". ISBN 978-90-481-3374-1.
- (en) Basch, Martín L. (2006). Neural crest induction and differentiation. Springer, "Neural Crest Inducing Signals". ISBN 978-0-387-35136-0.
- (en) Harland, Richard M. (1997). Molecular and cellular approaches to neural development. Oxford University Press, "Neural induction in Xenopus". ISBN 978-0-19-511166-8.
- (en) Ladher, Raj (2004). Developmental neurobiology. Springer, "Making a neural tube". ISBN 978-0-306-48330-1.
- (en) Tian, Jing (2004). Fish development and genetics: the zebrafish and medaka models. World Scientific, "Formation and Functions of the Floor Plate", p.123 & pp.139-140. ISBN 978-981-238-821-6.
- (en) Zhang, Su-Chun (2005). Human embryonic stem cells. Garland Science, "Neural specification from human embryonic stem cells". ISBN 978-1-85996-278-7.